# Maja Berg
Maja Berg – szwedzka narciarka, uprawiająca narciarstwo dowolne. Nigdy nie startowała na mistrzostwach świata ani na igrzyskach olimpijskich. Najlepsze wyniki w Pucharze Świata osiągnęła w sezonie 1980/1981, kiedy to zajęła 8. miejsce w klasyfikacji generalnej, a klasyfikacji skoków akrobatycznych zdobyła małą kryształową kulę. Ponadto w sezonie 1981/1982 była druga w klasyfikacji w klasyfikacjach skoków akroabtycznych.
W 1982 r. zakończyła karierę.

## Sukcesy

### Puchar Świata

#### Miejsca w klasyfikacji generalnej
- 1980/1981 – 8.
- 1981/1982 – 11.

#### Miejsca na podium
1. Livigno – 18 stycznia 1981 (Skoki akrobatyczne) – 1. miejsce
2. Tignes – 24 stycznia 1981 (Skoki akrobatyczne) – 2. miejsce
3. Laax – 1 lutego 1981 (Skoki akrobatyczne) – 3. miejsce
4. Seefeld in Tirol – 8 lutego 1981 (Skoki akrobatyczne) – 1. miejsce
5. Mont-Sainte-Anne – 1 marca 1981 (Skoki akrobatyczne) – 2. miejsce
6. Poconos – 8 marca 1981 (Skoki akrobatyczne) – 1. miejsce
7. Calgary – 22 marca 1981 (Skoki akrobatyczne) – 1. miejsce
8. Mont-Sainte-Anne – 7 lutego 1982 (Skoki akrobatyczne) – 2. miejsce
9. Adelboden – 7 marca 1982 (Skoki akrobatyczne) – 2. miejsce
10. Livigno – 12 marca 1982 (Skoki akrobatyczne) – 1. miejsce
11. Oberjoch – 21 marca 1982 (Skoki akrobatyczne) – 1. miejsce
12. Tignes – 26 marca 1982 (Skoki akrobatyczne) – 2. miejsce

- W sumie 6 zwycięstw, 5 drugich i 1 trzecie miejsce.